# Reno Gang
A Reno Brothers Gang ou  Gangue dos Irmãos Reno, ou ainda Reno Gang  e  The Jackson Thieves (Gangue dos Reno, e Ladrões de Jackson, em português, respectivamente),  foi um grupo de criminosos que operaram no centro oeste estadunidense durante a Guerra de Secessão estadunidense. Embora tenha tido pouca duração, eles foram os responsáveis pelos assaltos em tempos de paz de locomotivas de trens na história estadunidense. A maior parte do dinheiro roubado nunca foi recuperado.
A quadrilha terminou como linchamento de 10 de seus membros por uma massa de vigilantes em 1868. Os assassinatos criaram um incidente diplomático internacional com o Canadá e a Grã-Bretanha; um tumulto público generalizado, e uma cobertura jornalística internacional do caso. Ninguém jamais foi identificado ou processado pelos linchamentos.

## Família e início

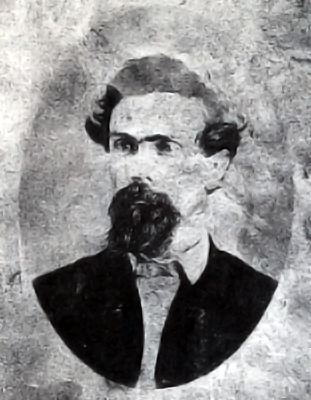
Frank Reno 1837-1868

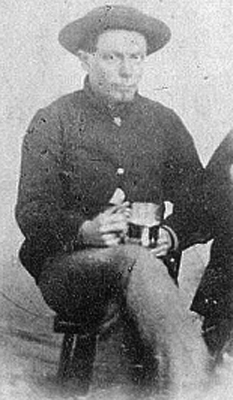
John Reno 1839-1895

J. Wilkison (também conhecido como Wilkinson ou Wilkerson) Reno mudou-se para Indiana em 1813 da região de Salt River no Kentucky, um dos estados fronteiriços na guerra civil. Ele se casou com Julia Ann Freyhafer em 1835. Os Futuros membros da gangue Franklin (Frank), John, Simeon (Sim) e William (Bill) Reno nasceram do casal em Rockford,  no Condado de Jackson, Indiana.  Havia também outro filho, Clinton ("Honest" Clint), e uma filha, Laura. Em seus primeiros anos, os irmãos foram criados em uma estrita e religiosa fazenda (Metodista), onde eram obrigados a ler a Bíblia durante todo o domingo, de acordo com a autobiografia de John Reno de 1879. Nem Clint ou Laura estavam envolvidos nos crimes cometidos pela gangue.
Os irmãos estavam envolvidos em problemas desde novos. John afirmou que ele e Frank enganavam viajantes em jogos de cartas. Além disso, os Renos eram suspeitos quando uma série de incêndios misteriosos irrompeu em torno Rockford durante um período de sete anos, com início em 1851. . A comunidade também suspeitava dos irmãos em casos de roubo de cavalos. Os crimes causaram uma tensão considerável na cidade e Wilkison e quatro de seus filhos fugiram, vivendo perto de St. Louis, Missouri, por algum tempo, antes de retornar para a sua fazenda em 1860. A guerra começou logo depois e os irmãos se alistaram na esperança de escapar dos cidadãos enfurecidos da cidade.

## Guerra Civil
Durante a Guerra Civil Americana, Frank, John, e, possivelmente, Simon, se tornaram coletores de recompensas, onde alguém pagava outra pessoa para lutar em seu lugar. Eles foram pagos para se alistar no Exército da União, mas deixaram de comparecer ao serviço. Eles continuaram a se alistar sob diferentes nomes e localidades, levando o dinheiro adicional. Registros federais mostram que Frank, John e Simeon  desertaram. Muitos moradores do sul de Indiana eram simpáticos ao Estados Confederados da América ou eram democratas do Norte que queriam uma vitória do Sul (conhecidos como "Copperheads"). Não se sabe se os irmãos Reno eram Copperheads ou simplesmente se aproveitaram da situação. William esteve brevemente ausente, mas voltou a servir em seu alistamento. Ele foi o único que recebeu uma dispensa honrosa do exército. (Há uma possibilidade de que ele não era um membro da gangue).
Em 1864, Frank e John voltaram para Rockford. A quadrilha começou a se formar sob a sua liderança. Simon e William se juntaram a eles. No final daquele ano, Frank e dois outros membros da gangue, Grant Wilson e um homem chamado Dixon, roubaram o correio e uma Gilbert's Store na vizinha Jonesville, Indiana. Eles foram presos, mas foram libertados pela fiança. Wilson concordou em testemunhar contra seus companheiros ladrões, mas foi assassinado antes que pudesse fazê-lo, e Frank foi absolvido.

## Crimes pós-guerra
A gangue dos Reno foi a primeira "Irmandade de Foras da Lei " nos Estados Unidos. Eles aterrorizaram o Centro-Oeste por vários anos e inspirou a criação de uma série de outros grupos semelhantes que copiavam seus crimes, levando a várias décadas de sofisticados roubos de trem. Sua gangue atraiu vários novos membros depois do fim da guerra. Eles começaram a roubar e assassinar os viajantes no Condado de Jackson e começaram a ramificar-se para outros países, onde eles atacavam comerciantes e comunidades.
Eles planejavam roubar seu primeiro trem perto Seymour; a cidade era um importante cruzamento ferroviário na época. Na noite de 6 de outubro de 1866, John Reno, Sim Reno, e Frank Sparkes embarcaram em um trem da linha entre Ohio e Mississipi, que a deixava o depósito de Seymour. Eles invadiram o carro expresso, prenderam o guarda, e arrombaram um cofre contendo cerca de US $ 16.000. Com o trem em movimento, os três homens empurraram um cofre maior para fora, onde o resto da quadrilha estava esperando. Não foi possível abrir o segundo cofre, e a quadrilha acabou fugindo.

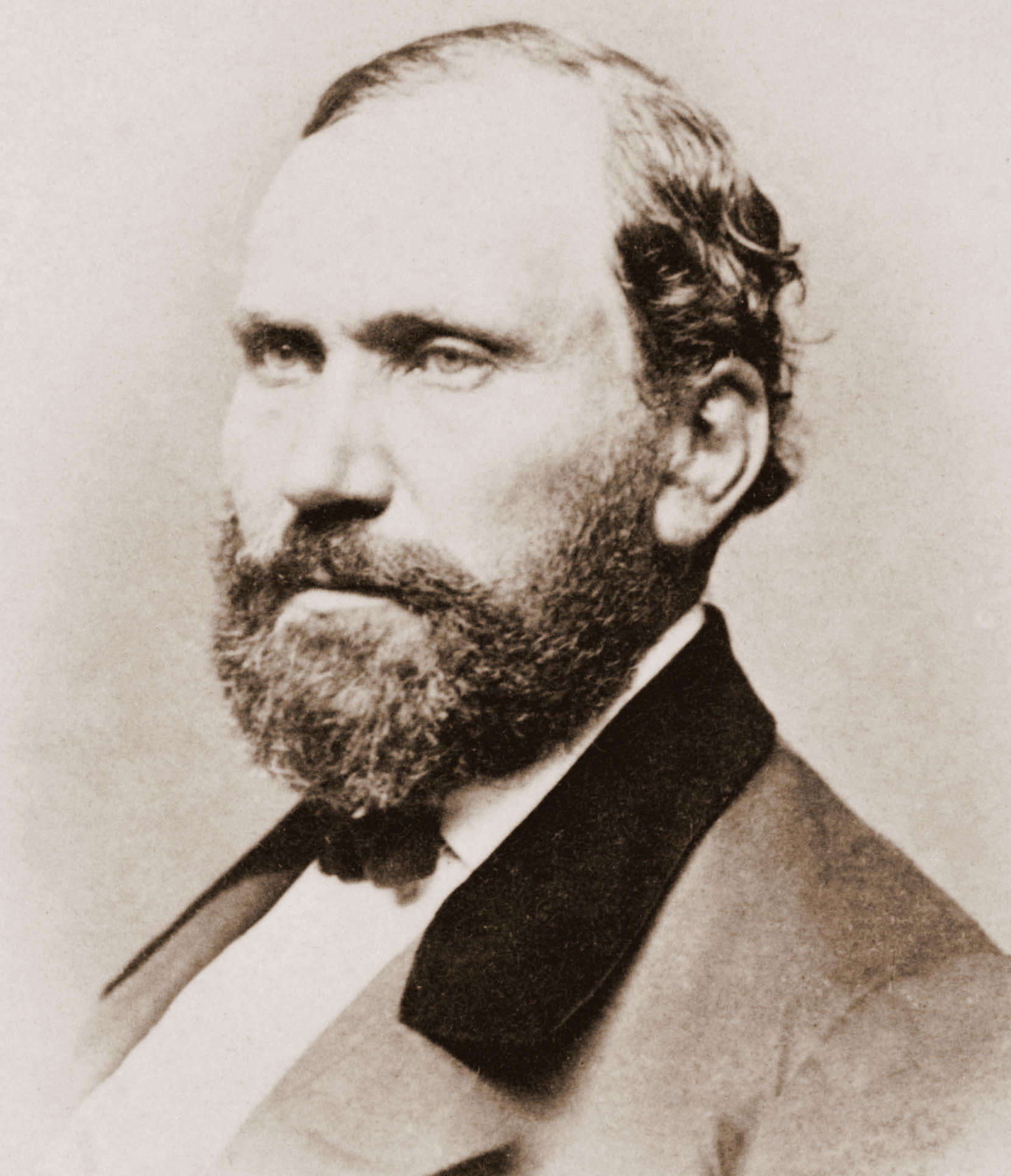
Allan Pinkerton

Mais tarde, um passageiro chamado George Kinney identificou dois dos ladrões. Os três homens foram presos, mas foram libertados sob fiança. Quando Kinney foi baleado e morto, os outros passageiros se recusaram a testemunhar e a investigação teve que ser abandonada. No entanto, o assalto acabaria por levar à queda da quadrilha. O conteúdo do cofre foi segurado pela Adams Express Company, que contratou a Pinkerton Detective Agency para rastrear e capturar a quadrilha.
Em 17 de novembro de 1867, o tribunal do Condado de Daviess em Gallatin, Missouri foi roubado. John Reno foi identificado, preso por agentes da Pinkerton, e condenado a 25 anos na Penitenciária do Estado de Missouri, em 1868. (Ele foi libertado em fevereiro de 1878.) Ele voltou a Seymour em 1886, mas foi novamente enviado para a prisão, desta vez por falsificação, por mais três anos.
No entanto, isso não deteve a gangue. Três assaltos em seguiram-se três assaltos em Iowa, em fevereiro e março de 1868. Frank Reno e os colegas de gangue Albert Perkins e Miles Ogle foram pegos pela Pinkerton liderada pelo filho de Allan Pinkerton, William, mas saíram da prisão em 1 de abril. Um segundo roubo de trem ocorreu em dezembro de 1867, quando dois integrantes da quadrilha roubaram outro trem que deixava o depósito de Seymour. Os ladrões roubaram US $ 8.000, que foi entregue aos irmãos. Um terceiro trem, de propriedade da linha  Ohio-Mississipi, foi parado por seis membros da quadrilha em 10 de julho, embora os irmãos Reno não estivessem envolvidos. Esperando em emboscada, no entanto, estavam 10 agentes da Pinkerton. Um tiroteio se seguiu, e depois que vários membros da quadrilha foram feridos, os assaltantes fugiram. Volney Elliott foi capturado e entregou informações que levaram à prisão de Charlie Roseberry e Theodore Clifton.
Em março de 1868, os moradores de Seymour formaram um grupo de vigilantes com o objetivo de matar a gangue. Em resposta, a quadrilha fugiu para oeste de Iowa, onde roubaram dinheiro do  Condado de Harrison, cerca de US $ 14.000. No dia seguinte, eles roubaram do condado de Mills cerca de US $ 12.000. Os detetives da Pinkerton rapidamente localizaram os homens e os prenderam em Bluffs, Iowa. Em 1 de abril, o grupo escapou de sua prisão e voltou para Indiana.
A gangue dos Reno então roubou seu quarto trem em 22 de maio. Doze homens embarcaram em um trem da ferrovia entre Jeffersonville, Madison e Indianapolis quando ele parou na estação de trem em Marshfield no condado de Scott, hoje uma comunidade extinta no condado. Enquanto o trem se afastava, a quadrilha dominou o engenheiro e desacoplado os vagões de passageiros, permitindo que o motor acelerasse mais rápido. Depois adentrar dentro do carro expresso e jogando para fora do trem o funcionário Thomas Harkins (causando ferimentos fatais), a quadrilha arrombou o cofre, onde guardava cerca de US $ 96.000. Este assalto ganhou atenção nacional e foi noticiado em muitos jornais do país. Os Pinkerton os perseguiram, mas a quadrilha se separou e fugiu rumando em todas as direções do Centro-Oeste.
A quadrilha tentou roubar outro trem em 9 de julho. Os detetives da Pinkerton tinham conhecimento do plano e 10 agentes estavam esperando a bordo do trem. Quando a quadrilha invadiu, os agentes abriram fogo, ferindo dois da quadrilha. Todos conseguiram escapar, exceto Volney Elliot, que identificou os outros membros da quadrilha em troca de clemência. Usando as informações, os detetives prenderam mais dois membros da quadrilha no dia seguinte em Rockport, Indiana.

## Linchamentos
Os três homens foram levados de trem para a cadeia. No entanto, em 10 de julho de 1868, três milhas perto de Seymour, Indiana, os presos foram levados para fora do trem, e enforcados em uma árvore nas proximidades por um grupo de homens mascarados, que se intitulam de Jackson County Vigilance Committee. Três outros membros da gangue, Henry Jerrell, Frank Sparks e John Moore, foram capturados pouco depois em Illinois e voltaram para Seymour. Em uma repetição macabra, foram também enforcados pelo mesmo grupo de vigilantes. O local se tornou conhecido como Hangman Crossing, em lembrança aos fatos.
Em 27 de julho de 1868, a Pinkerton capturou William e Simeon Reno em Indianápolis. Os homens foram presos no condado de Scott em Lexington, Indiana. Eles foram julgados e condenados por roubar o trem de Marshfield, mas por causa da ameaça de vigilantes, eles foram transferidos para o mais seguro condado de Floyd. Um dia após a sua retirada de Lexington, os vigilantes invadiram a cadeia vazia, na esperança de pegar e linchar os homens.
Frank Reno, líder da gangue, e Charlie Anderson foram rastreados até a cidade fronteiriça de Windsor, Ontario. Com a ajuda do secretário de estado dos EUA, William H. Seward, os homens foram extraditados em outubro de acordo com as disposições do Tratado de Webster-Ashburton de 1842. Ambos os homens foram enviados para New Albany para se juntar aos outros prisioneiros.
Na noite de 11 de dezembro, cerca de 65 homens encapuzados viajaram de trem para New Albany. Os homens marcharam da estação para a cadeia do condado de Floyd, onde, pouco depois da meia-noite, invadiram a cadeia e a casa do xerife. Depois de baterem no xerife e atirarem em seu braço por se recusar a entregar as chaves, sua esposa entregou-as à multidão. Frank Reno foi o primeiro a ser arrastado de sua cela e ser linchado. Ele foi seguido pelos irmãos William e Simon. Outro membro da gangue, Charlie Anderson, foi o quarto e último a ser assassinado, por volta das 04h30 de 12 de dezembro. Dizia-se que os vigilantes eram parte do grupo conhecido como Scarlet Mask Society ou do Jackson County Vigilance Committee. Ninguém jamais foi processado, indiciado, ou oficialmente investigado em qualquer um dos linchamentos. Muitos jornais locais, como o Ledger Weekly de New Albany, afirmou que "o ‘juizado Linchador’ tinha dado seu veredicto”.

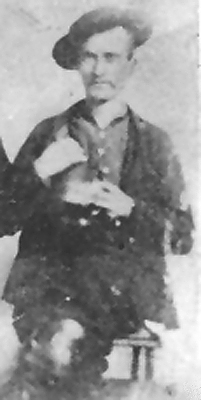
Frank Sparks

| Nome                         | Idade           | Data de morte          | Local                     |
| ---------------------------- | --------------- | ---------------------- | ------------------------- |
| Clifton, Theodore F.         | por volta de 24 | 20 de julho de 1868    | Hangman Crossing, Indiana |
| Elliott, Thomas Volney (Val) | por volta de 22 | 20 de julho de 1868    | Hangman Crossing, Indiana |
| Roseberry, Charles W.        | por volta de 25 | 20 de julho de 1868    | Hangman Crossing, Indiana |
| Jerrell, Henry               | por volta de 23 | 25 de julho de 1868    | Hangman Crossing, Indiana |
| Moore, John J.               | por volta de 21 | 25 de julho de 1868    | Hangman Crossing, Indiana |
| Sparks, Frank                | por volta de 27 | 25 de julho de 1868    | Hangman Crossing, Indiana |
| Anderson, Charles            | por volta de 24 | 12 de dezembro de 1868 | New Albany, Indiana       |
| Reno, Frank                  | 31              | 12 de dezembro de 1868 | New Albany, Indiana       |
| Reno, Simeon                 | 25              | 12 de dezembro de 1868 | New Albany, Indiana       |
| Reno, William                | 20              | 12 de dezembro de 1868 | New Albany, Indiana       |

## Na cultura popular
- Rage at Dawn é um filme hollywoodiano  de 1955 Hollywood baseado nos irmãos Reno. Forrest Tucker, nascido em Plainfield, Indiana, atuou como Frank Reno.

- Love Me Tender estrelava Elvis Presley como um "Honesto" Clint Reno.

- A canção "Ballad of a Well-Known Gun" do álbum de 1970 de Elton John, Tumbleweed Connection faz referências à Pinkerton e aos Reno.

## Livros
- "Anarchy in the Heartland" por A. David Distler, 2008, ISBN 978-0-9705297-1-8, cafepress.com book no. 321317803

- A passage titled "From the Pinkertons to the Patriot Act" includes a section titled "The Reno Case". A brief excerpt follows:
- Reno Gang: History of Jackson County, Indiana by Brant & Fuller, 1886
- The Destruction of the Reno Gang: Stories from the Archives of the Pinkerton Detective Agency by Cleveland Moffett, McClure's Magazine, 1895
- A Family of Outlaws, by Richard Wilmer Rowan, 1931

- Seymour, Indiana and the famous story of the Reno gang: Who terrorized America with the first train robberies in world history by Robert Shields, 1939, Rare, out of print, ASIN: B00089LL7E

- Illustrations for Mules Crossing,: A history of the Reno era; the story of the Reno brothers by Robert Shields, 1944, Rare, out of print, ASIN: B0007HS6HU

- The Reno Gang of Seymour by Robert Frederick Volland, 1948, Rare, out of print, Library of Congress Control No.: 48021348

- The Scarlet Mask, or, The Story of the Notorious Reno Gang by Carl Robert Bogardus, 1960, Rare, out of print, ASIN: B0007I0CF8

- The First Train Robbery by Wilgus Wade Hogg, 1977, Rare, out of print, LCCN: 77-73272

- The Masked Halters by Edwin J Boley, 1977, Rare, out of print, ASIN: B0006CZCIC

- John Reno: The world's first train robber and self proclaimed leader of the infamous Reno Gang, Seymour, Indiana by John Reno, 1879, reprinted with annotations by The Jackson County (Indiana) Historical Society, 1993, ASIN: B0006P2G5G

- Tragic Destiny - Demise of the Reno Gang by Loren W Noblitt, The Jackson County (Indiana) Historical Society, 2000

- The Reno story : the world's first train robbers, the facts—the fictions—the legends by John M Lewis, III, 2003, Graessle-Mercer, ASIN: B0006P7AXO

### Arquivo do New York Times
- July 25, 1868, "THE SEYMOUR THIEVES; Further Particulars of the Lynching"
- July 31, 1868, "THE SEYMOUR THIEVES; The Last Act of the Vigilance Committee-Threats of Retaliation"
- August 12, 1868, "The Re-Arrest of Frank Reno and Confederate at Windsor"
- August 17, 1868, "EXPRESS ROBBERIES"
- August 22, 1868, "THE ADAMS EXPRESS ROBBERY.; Reno and Anderson Discharged at Windsor, and Rearrested on Another Charge."
- August 26, 1868, "THE EXPRESS ROBBERIES.; A Statement by the Lawyer of the Accused Parties"
- September 13, 1868, "The Adams Express Robbery Investigation in Canada"
- October 7, 1868, "The Reno-Anderson Case in Toronto"
- October 16, 1868, "Attempt of Reno and Anderson to Break Jail at Windsor, Canada"
- December 17, 1868, "The Indiana Express Robbers--Reno Confessed his Guilt"
- December 19, 1868, "The Indiana Lynching and the Extradition Treaty"
- December 21, 1868, "THE NEW-ALBANY TRAGEDY.; Verdict of the Coroner's Jury--Something More About the Renos"
- December 22, 1868, "CANADA.; Affairs at Toronto--The Legislature--The Provincial Finances--Resignation of the Superintendent of Education--Reno and Anderson"
- December 26, 1868, "NEW-ALBANY, INDIANA.; Proclamation of the Vigliance Committee--A Warning to Thieves"
- January 2, 1869 "INDIANA.; The Vigilance Committee Excitement in Southern Indiana--The Regulators Defy the Authorities"
- January 9, 1869 "The Seymour Express Robbery--The Chicago Board of Trade"
- August 5, 1869 "ALLAN PINKERTON.; An Alleged Conspiracy Agained the Detective's Life--Examination of the Accused Partics"
- October 19, 1869 "..An Absolute State of Barbarism"
- September 14, 1872 "FORRESTER'S CASE.; "Detective" Samuel Felcker in a New Role-A Reminiscence of the Reno Brothers"